# Antillicharis fulvescens
Antillicharis fulvescens är en insektsart som först beskrevs av Henri Saussure 1878.  Antillicharis fulvescens ingår i släktet Antillicharis och familjen syrsor. Inga underarter finns listade i Catalogue of Life.